# Ерков, Александра
Алекса́ндра Е́рков (серб. Александра Јерков), — сербский политик. Бывший народный депутат в Парламенте Сербии, бывший председатель Городской общины Нови-Сад.

## Биография
Родилась 22 сентября 1982 года в Нови Сад, СФРЮ. Окончила гимназию и факультет философии Университета в Нише по специальности сербский язык и лингвистика. Степень магистра получила в Граце, специализация — европейская интеграция и регионализм.
Член Лиги социал-демократов Воеводины с 2000 года, в период с 2003 по 2006 также выполняла функции международного секретаря молодёжного отдела партии, позже выбрана его председателем.
На выборах 2007 и 2008 избрана депутатом Правительства Сербии.
11 января 2013 года покинула Лига социал-демократов Воеводины, перейдя в Демократическую партию. С марта 2013 года — советник при Председателе правительства Воеводины.
Владеет английским, французским, русским и польским языками.